# يحيى غلاموف
يحيى غلاموفتش غلاموف (1908 ب‍طشقند - 1977) عالِم في العلوم التاريخية وأستاذ في أكاديمية العلوم الأوزبكية الإشتراكية السوفياتية ، وعالمًا فخريًا في جمهورية أوزبكستان الاشتراكية السوفياتية. كسب تقديراً لعمله في تاريخ أوزبكستان وتاريخ الري في آسيا الوسطى. وله عديد البحوث التاريخية والأثرية عن حماية وترميم الآثار القديمة في أوزبكستان.